# Habitatge a l'avinguda Navarra, 10 (Olot)
L'Habitatge a l'avinguda Navarra, 10 és una obra d'Olot (Garrotxa) inclosa a l'Inventari del Patrimoni Arquitectònic de Catalunya.

## Descripció
És una casa de planta quadrada amb cossos sobresortits amb les seves pròpies teulades. Disposa de planta baixa, pis i golfes. Té dues façanes notables, la del carrer Castellà la Vella, amb una àmplia tribuna i una terrassa a cada costat, amb obertures d'arc de mig punt i arcs ultrapassats, algunes emmarcades per un estucat de color ocre. La façana del carrer Navarra està regida per un eix de simetria. Té planta baixa, primer pis amb dobles finestres de punt rodó a la part central i dos balcons als costats i les golfes amb triples arcades de mig punt. El teulat té forma de creu, el que fa que les dues façanes laterals tinguin un cos central enlairat.

## Història
A finals del segle xix, el creixement olotí es realitza per la zona del carrer Mulleres, Sant Roc, el Firal i la Plaça Palau. Els projectes de més envergadura, però, seran el passeig de Barcelona i la plaça Clarà. Després d'això el corrent noucentista arriba a la ciutat amb un gust marcadament eclèctic.